# Rallye de Sliven
Le Rallye de Sliven (ou Sliven Rally) est une épreuve de rallye bulgare se déroulant sur asphalte annuellement dans l'oblast de Sliven, depuis plus de trente ans. Il est organisé dès avril 1976 par le Sliven Motor Touring club et l'entreprise d'électricité d'État Dynamo.

## Histoire
En 1977, il est incorporé au championnat national avec pour second lauréat Ilia Tchoubrikov; il en devient la première manche à partir de 1982.
En 1987, dix équipages étrangers le disputent. Son succès international va alors grandissant, essentiellement en Allemagne, ex-URSS, ex-Tchécoslovaquie, et Hongrie.
En 1989, la demande d'agrément européenne est faite auprès de la Fédération internationale de l'automobile (alors FISA). Elle sera exaucée en 1994.
En 1991, le Dynamo retire son apport financier et la société bulgare Sosser prend le relais pour quinze ans.
Durant dix ans, l'épreuve est intégrée au Championnat d'Europe des rallyes, au seuil des années 2000. En 1997 elle est aussi incluse dans le championnat d'ex-Yougoslavie. Elle obtient le coefficient maximum de l'ERC (10) en 2000. 2001 voit son intégration au championnat de Turquie. En 2007 le pilote ukrainien Andrey Alexandrov décède en course.
Elle fait partie de l'Intercontinental Rally Challenge durant la dernière année d'existence de cette compétition.
Dimitar Iliev l'a remporté à 6 reprises, la dernière dans le cadre de l'IRC.

## Palmarès
| Année | Édition                  | Pilote        | Copilote           | Voiture                  | Championnats internationaux |
| ----- | ------------------------ | ------------- | ------------------ | ------------------------ | --------------------------- |
| 1994  | 15e Rally Sosser Sliven  | George Petrov | Ivan Tonev         | Ford Escort Cosworth     | ERC                         |
| 1995  | 16e Rally Sosser Sliven  | George Petrov | Ivan Tonev         | Ford Escort Cosworth     | ERC                         |
| 1996  | 17e Rally Sosser Sliven  | George Petrov | Ivan Tonev         | Ford Escort Cosworth     | ERC                         |
| 1997  | 18e Rally Sosser Sliven  | Volkan Işık   | Erkan Bodur        | Ford Escort Cosworth     | ERC                         |
| 1998  | 19e Rally Sosser Sliven  | Stoyan Kolev  | Rumen Manolov      | Ford Escort Cosworth     | ERC                         |
| 1999  | 20e Rally Sosser Sliven  | Jasen Popov   | Dilian Popov       | Toyota Corolla           | ERC                         |
| 2000  | 21e Rally Sosser Sliven  | Ercan Kazaz   | Cem Bakancocuklari | Subaru Impreza WRC       | ERC                         |
| 2001  | 22e Rally Sosser Sliven  | Dimitar Iliev | Petar Sivov        | Peugeot 306              | ERC                         |
| 2002  | 23e Rally Sooser Sliven  | Krum Donchev  | Rumen Manolov      | Peugeot 306              | ERC                         |
| 2003  | 24e Rally Sooser Sliven  | Ilia Tzarski  | Lazar Tevekelov    | Ford Escort WRC          | ERC                         |
| 2004  | 25e Rally Sooser Sliven  | Dimitar Iliev | Petar Sivov        | Mitsubishi Lancer Evo    |                             |
| 2005  | 26e Rally Sliven         | Krum Donchev  | Stojko Valchev     | Subaru Impreza WRX       |                             |
| 2006  | 27e Rally Sliven         | Dimitar Iliev | Yanaki Yanakiev    | Mitsubishi Lancer Evo IX |                             |
| 2007  | 28e Rally Sliven         | Dimitar Iliev | Yanaki Yanakiev    | Mitsubishi Lancer Evo IX |                             |
| 2008  | 29e Rally Sliven         | Krum Donchev  | Stojko Valchev     | Peugeot 207 S2000        |                             |
| 2010  | 30e Rally Sliven         | Krum Donchev  | Petar Yordanov     | Peugeot 207 S2000        |                             |
| 2011  | 31e Rally Sliven         | Dimitar Iliev | Yanaki Yanakiev    | Škoda Fabia S2000        |                             |
| 2012  | 32e Mabanol Rally Sliven | Dimitar Iliev | Yanaki Yanakiev    | Škoda Fabia S2000        | IRC                         |